# Google Mars
Google Marsは、Google Moonと同様に、火星の衛星写真や赤外線画像、標高を提供するサービスである。当初Google マップのブラウザ内バージョンであり、パーシヴァル・ローウェルの誕生日である2006年3月13日に公開された。
ユーザは、Google マップで地図、衛星写真、ハイブリッドモードを切り替えるように、標高、写真、赤外線データを切り替えることができる。アリゾナ州立大学にあるアメリカ航空宇宙局(NASA)の研究施設Mars Space Flight Facilityの研究者と共同で、Google MarsはNASAのマーズ・グローバル・サーベイヤーと2001マーズ・オデッセイが収集したデータを公衆に提供している。

## Google Earth 5
2009年2月にリリースされたGoogle Earthバージョン5には、火星儀が追加された。この画像はブラウザバージョンよりもはるかに解像度が高く、火星の地形の3次元レンダリングも含む。これには、マーズ・リコネッサンス・オービターのHiRISEカメラの超高解像度画像も使われている。最終的には、マーズ・エクスプロレーション・ローバー、スピリット、オポチュニティ、キュリオシティ等の複数の火星ランダーからの高解像度パノラマ画像もGoogle ストリートビューと同様に見ることができるようになる。